# Stargate
Stargate är en amerikansk science fiction-produktion som startade med filmen Stargate från 1994 och sedan fortsatte i romanform, med fyra efterföljande, tre av dem live-action, TV-serier och andra verk som tillsammans bildar det fiktiva Stargate-universumet. Utgångspunkten för serien är en utomjordisk anordning som kallas Stargate (Stjärnport). Den möjliggör en nästan ögonblicklig färd till andra utomjordiska världar genom att öppna ett maskhål till en annan Stargate på en annan planet. Portalen hittades 1928 under en arkeologisk utgrävning i Giza i Egypten men det var inte förrän i slutet av 1990-talet som portalens syfte uppdagades, igen, och då ett topphemligt amerikanskt militärprogram formades för att med hjälp av portalen utforska galaxen.
I det fiktiva Stargate-universumet är de flesta av jordens mytologier baserade på händelser och utomjordiska väsen som besökt jorden under historiens gång genom dessa portaler. Flera av de framträdande utomjordiska figurer som återfinns i serien har en nära överensstämmelse med gudar från egyptisk och nordisk mytologi.

## Film
Stargate är en science fiction-film från 1994. Den utspelar sig på Abydos, en planet i vintergatan, dit teamet i filmen lyckas ta sig genom Stargate (stjärnporten). Fienderna är varelser som uppträder som gudar hämtade från jordens högkulturer.

### Filmer
- Stargate (film) (1994)
- Stargate: The Ark of Truth (2008) (Stargate SG-1)
- Stargate: Continuum  (2008) (Stargate SG-1)
- Stargate Extinction (Inställd) (Stargate Atlantis)
- Stargate: Revolution (Inställd) (Stargate SG-1)

## Stargate SG-1
Stargate SG-1 debuterade på den Amerikanska tv-kanalen Showtime den 27 juli, 1997. Serien (avslutades 2007) är tillsammans med Arkiv X (The X-Files) den science fiction-serie i som visats under längst tid i USA. Även om Stargate-grupperna (SG#) besöker andra världar i vår galax av såväl arkeologiska skäl som av upptäckarlusta, så utgår seriens grundläggande handling från ett "rädda jorden-perspektiv". Huvudfienden är Goa'uld; en intelligent larv- och ormliknande parasit som utnyttjar människors och andra humanoiders kroppar som värdar för få en praktiskt byggd kropp till de avancerade kunskaper deras hjärnor besitter. SG-teamens huvudsakliga mål är därför att besöka andra planeter via Stjärnporten för att finna allierade och teknik/vapen för att försvara mänskligheten mot en hotande Goa'uld-invasion. Samtidigt pågår stridigheter mellan olika mäktiga Goa'uld, som kallas systemherrar – och som uppträder som krigsherrar – och som uppträder inför sina slavar som "gudar" från forna högkulturer på jorden med namn som Ra, Apophis, Anubis och Ba'al.
Medan de mäktigaste Goa'ulds är systemherrar ges underordnade Goa'uld, genom systemherrarnas goda vilja, också värdkroppar bland folk som har förslavats. Systemherrarna och även de mindre mäktiga Goa'uld använder ett folk kallat Jaffa som inkubationer för omogna Goa'uld larver och som soldater. Detta folk är beroende av att ha en ofullvuxen Goa'uld i sin mage för sin överlevnad. Larven i dess mage fungerar som Jaffans immunsystem och ger dem även en väldigt stor styrka. Utan larven dör dock Jaffan inom timmar till dagar. 
Under säsongerna 4 till 8 förekom även en fiende som SG-1:s allierade Asgard beskrev som "långt värre än Goa'ulderna", nämligen Replikatorerna. Replikatorerna var självmedvetna, artificiellt intelligenta maskiner som vanligen såg ut som insekter men som senare i mer avancerad form kunde se ut som människor. Det som gjorde replikatorerna värre än Goa'uld var dels att de vanligen krossade allt biologiskt liv som kom i deras väg och dels att de var mycket effektiva på att ta över andras teknologi, inklusive den mycket avancerade som Asgard skapat.
I säsong 9, sedan Replikatorerna liksom alla Goa'ulder utom Ba'al krossats så dök en ny fiende som kallade sig Ori upp. (Ori är upphöjda liksom De Gamla men är inte bundna av samma regler) som befinner sig utanför kroppsliga begränsningar. Till skillnad från De Gamla som inte interagerar med varelser på lägre existensplan enligt De Gamlas regler, vill Ori tvinga alla att tro på dem då de får sin kraft av hur många troende de har. De är dessutom gamla fiender till De Gamla. Därför sänder Ori ut soldater med avancerade vapen de fått från sina "gudar". De använder även så kallade Priorer som en sorts präster/förkunnare. Priorer är genetiskt förändrade människor fast mellan vår plan ac existens och De Gamlas/Orins som kan få saker att sväva med bara en tanke och liknande. Priorerna styr även de nästan osårbara rymdskepp som Ori använder. Under seriens gång pågår en jakt på Merlins vapen som kan neutralisera upphöjda varelser. Merlin var en av de gamla och en gång upphöjd, men blev återförd/utsparkad som straff på grund av att han hjälpte människorna mot bland andra Ori.
Den näst sista filmen Stargate: The Ark of Truth handlar om just upplösningen av den tråden. Den sista Stargate: Continuum handlar om den sista goa'ulden Ba'als avrättning – eller undvikande av...

## Stargate Infinity
Stargate Infinity, animerad TV-serie om Stargate-universumet som producerades mellan september 2002 och juni 2003. Serien som utspelar sig på 2040-talet lades ned eftersom den inte genererade tillräckligt många tittare. Serien har i sitt sätt en helt annan idé så den har egentligen ingenting att göra med resten av serierna.

## Stargate Atlantis
Stargate Atlantis debuterade 2004 på Amerikanska SCI-FI channel och är TV-serie som utvecklats ur Stargate SG-1. I denna serie tillfogas en åttonde symbol som kan kombineras med symbolerna på Stjärnporten (Stargate), vilket medför att antalet kombinationer – vilket är liktydigt med antalet adresser till planeter och månar – ökas dramatiskt. Det visar sig att vi kan nå även platser utanför vår egen galax, som en planet i galaxen Pegasus. På denna planet upptäcks en fantastisk, och ännu fungerande, lämning av "De Gamla" – som byggt och placerat ut Stjärnportarna långt innan ens Goa'uld blev medvetna – nämligen den av Platon beskrivna sjunkna staden Atlantis. Atlantis bemannas med forskare och soldater från jorden, och de upptäcker snart att det finns människor även på Atlantis grannplaneter, vilka Atlantis nya invånare kan nå dels från Atlantis Stjärnport och dels genom de mindre rymdskepp som finns på Atlantis. 
Stargate Atlantis utspelar sig cirka 7 år sedan Stjärnporten först började användas 1997. I denna serie har mänskligheten – eller snarare USA:s rymd- och flygvapen – genom Stargate-teamens upptäckter och hjälp från allierade, teknisk avancerade, utomjordingar – lärt sig bygga och behärska rymdskepp som utnyttjar subrymdsfart. Det är därför möjligt att på drygt 3 veckor även flyga till det Atlantis som omedelbart kunde nås genom att gå genom Stjärnporten. Till en början blir dock ett hundratal forskare och soldater från jorden strandsatta på Atlantis. Serien presenterar också två nya och fruktansvärda fiender: Wraith och "De Gamlas" egna replikatorer. Serien är producerad av Robert C. Cooper precis som Stargate SG-1. Serien är nu avslutad efter 5 säsonger.
I Sverige sändes den i TV6 från och med det att kanalen startade 2006, som ett led i TV-kanalens satsning på science fiction för att dra tittare till kanalen.

## Stargate Universe
Stargate Universe är den tredje serien, vars inspelning att började efter att de två filmerna, Stargate: Continuum och Stargate: The Ark of Truth, blev klara. Konceptet bygger på att en nionde symbol kombineras med symbolerna på Stjärnporten, vilket medför att en ny dimension läggs till när det gäller det platser människor kan besöka genom stjärnporten. Det hela börjar för 60 miljoner år sedan när De Gamla skickar iväg ett rymdskepp tvärs igenom universum för att utforska ett mönster i bakgrundsstrålningen efter big bang, då detta tydde på en förekomst av medveten existens vid universums skapelse. Stargate Universe spelades in under februari 2009 och sändes under hösten samma år i 20 avsnitt. Serien lades ner 2011.

## Stargate Command
Stargate Command är basen där Stargate på jorden finns.
Stargate Command benämns även som SGC. "SGC" var tidigare/är en missilanläggning insprängd i Cheyenne Mountain.

### Grupper
På Stargate Command finns det olika Stargate-grupper. Den högsta gruppen är SG-1.
I SG-1 ingår. Överste (senare Brigad-General) Jack O'Neill, Kapten ( senare Major och Överstelöjtnant) Samantha Carter, Dr. Daniel Jackson och Jaffan Teal'c.
I de senare säsongerna ingår Överstelöjtnant Cameron Mitchell och utomjordingen Vala Mal Doran i SG-1. Samtidigt tar Brigadgeneral Hank Landry Jack O'Neills plats på basen.
I säsong 6 ersatte utomjordingen Jonas Quinn platsen som Dr. Daniel Jackson lämnade då han blev en upphöjd, men i början av säsong 7 återkom Jackson (som liksom Merlin blev återförd/utsparkad på grund av interagerande med sina vänner i SG-1) varvid Quinn återvände till sin planet som ledare där.

### Officiella webbplatser
- MGM: Stargate SG-1
- MGM: Stargate Atlantis

### IMDB-länkar
- Stargate på Internet Movie Database (engelska)
- Stargate SG-1 på Internet Movie Database (engelska)
- Stargate Atlantis på Internet Movie Database (engelska)